# Francófonos de Saskatchewan
Los francófonos de Saskatchewan (en francés, Fransaskois) son los ciudadanos francófonos de Canadá residentes en la provincia de Saskatchewan, ubicada en el centro del país. 

## Bandera
La bandera es un símbolo oficial y cultural en la provincia de Saskatchewan. Es tricolor, su fondo amarillo simboliza los campos de trigo de la provincia, motor económico del lugar, también se puede observar una flor de lis roja, símbolo recurrente en la héraldica francesa y una cruz escandinava de color verde. La flor de lis es un símbolo de los Reinos de Francia.

## Eminentes francófonos de Saskatchewan
- Agnes Martin, pintora minimalista norteamericana.